# Nelvana of the Northern Lights
Nelvana of the Northern Lights («Nelvana de la Llum del Nord», en anglés) és una superheroïna de ficció creada el 1941, durant l'Edat Daurada dels còmics, considerada la primera heroïna nacional canadenca.
El personatge aparegué per primera volta en el número 1 de la revista Triumph-Adventure Comics, quatre mesos abans de la publicació de Wonder Woman, per la qual cosa sovint és considerada la primera superheroïna disfressada de tota l'Amèrica del Nord: en l'argument, Nelvanna és una semideessa inuit que, com en la majoria de còmics de la Segona Guerra Mundial, protegix els seus paisans de l'amenaça de les Potències de l'Eix.
En la dècada del 1970, l'interés pels còmics publicats al Canadà durant la Golden Age feu que els historiadors Michael Hirsh i Patrick Loubert adquiriren els drets del personatge i, encara que no l'aprofitaren, el 1971 fundaren un estudi de producció audiovisual junt amb Clive A. Smith, anomenat Nelvana en homenatge a la superheroïna; uns anys més tard, l'autor anglocanadenc John Byrne s'inspirà en ella per al personatge d'Snowbird, filla d'Hodiak i Nelvanna, i membre del supergrup canadenc Alpha Flight, el qual aparegué per primera volta en el número 120 de la sèrie Uncanny X-Men (1979).
Encara que Nelvana no fon el primer superheroi canadenc ni la primera superheroïna femenina, ni tampoc el personatge més popular de l'època de la War Exchange Conservation Act (1940-1946), l'interés sobre el personatge va créixer a partir de l'any 1971 quan Clive Smith la dibuixà per a la portada del llibre The Great Canadian Comic Books i, en acabant, amb la creació del seu estudi.
Creada pel pintor Franz Johnson i l'autor Adrian Dingle (el qual executà totes les seues aventures llevat de l'última història, escrita per John Hollis Mason), Nelvana protagonitzà els trenta-un primers números de Triumph-Adventure i també el número 3 de Super Duper Comics: sis d'estes històries foren reeditades l'any 1945 per Bell Features; l'obra completa fon recuperada l'any 2014 per la historiadora Hope Nicholson, la qual mamprengué una campanya de micromecenatge per a finançar la reedició, de la qual se'n feu càrrec finalment IDW.
La possibilitat de reeditar els còmics sorgí durant la producció del documental Lost Heroes, en el qual participà la Nicholson, després d'establir contacte amb els propietaris dels drets sobre el personatge i d'obtindre el compromís dels col·leccionistes que posseïen les poques còpies conegudes dels còmics, ja que en tractar-se de publicacions de la WECA, se'n conserven molt poques.
La Universitat de Calgary, depositària de la col·lecció George Morley de còmics i tires, col·laborà en la reedició de les historietes amb l'escaneig dels seus exemplars, que ja havien sigut catalogats per Michael Hoskin, el qual també participà en l'arreplegada.